# CHUBBY GROOVE
《CHUBBY GROOVE》是美國吉他手Stevie Salas與日本歌手稻葉浩志以「INABA / SALAS」名義發表的第1張原創專輯。於2017年1月18日由VERMILLION RECORDS發行。

## 概要
本作是自從前起便會在彼此作品中共演的Salas與稻葉，首張共同製作的完整專輯。在初回限定盤中，附屬收錄了「SAYONARA RIVER」「OVERDRIVE」「AISHI-AISARE」MUSIC VIDEO的DVD。
Salas與稻葉（在本作發行時點）擁有長達25年的親密交情，經常參與彼此的企劃。2人約定過「若時間契合就來共事」，但因彼此的日程表不匹配而沒有實現。之後在2016年，Salas收到來自稻葉「若這點日程的話似乎可以確保」的聯絡欣然允諾。實現了2人的合作。
自本作發售後的2017年1月25日起，舉行了巡迴演唱會『INABA / SALAS "CHUBBY GROOVE TOUR 2017"』。

## 製作
所有樂曲的著作權記載為「All Songs Written by Stevie Salas & Koshi Inaba」（全曲由Salas與稻葉共同製作）。在實際製作中，是由Salas擔任作曲，稻葉擔任作詞。開始製作樂曲時，Salas會用一把原聲吉他向稻葉傳達構想。Salas事先準備好了假設由稻葉來歌唱的旋律等點子。另一方面，稻葉直至與Salas面對面之前未準備任何主意，在回顧時表示，是一邊互相探詢彼此的想法一邊進行作業。直到樂曲製作後半仍留下了最初那把原聲吉他的聲音，在最終階段才置換成電吉他。根據Salas表示，據說是那把原聲吉他創造出了這些樂曲的Vibes（氛圍）。
Salas對於樂曲製作的考量是「沒有規則。只是想要一邊樂在其中一邊製作既不像我自己亦不是稻葉浩志風格的聲音」。稻葉起初認為會成為「他（Salas）的風格，稍微硬式的放克搖滾」，但在「SAYONARA RIVER」於首個完成時，驚嘆道「竟然是這種感覺嗎？」，談及了在好的意義上成為了大家意想不到的形式。
作詞基本上是由稻葉擔當，但據說儘管採用了日語歌詞，Salas亦會指出在意的要點。稻葉是「理所當然會慎重挑選詞語歌唱」，但即便Salas不理解含義，亦會毫不猶豫地提出要求變更聽覺上判斷不酷的地方。使稻葉理解了「即便作為日語具有寶貴的含義，但若發音不好聽，亦無法傳遞到聽者心中」，與其說若Salas理解日語或許會有所顧慮，不如說感謝由於不理解故毫不猶豫地指摘。關於歌詞，Salas引用了從前編制過非英語系音樂家的經驗，當時就歌詞而言所注重的是「意圖」（＝能否令曲子所擁有的感覺順著歌手的意圖）、「韻律」（＝能否與各樂器的節拍契合有致）舉出了以上兩點，據說會根據其「韻律」不合的地方，向稻葉提出變更歌詞的要求。
本作的錄音是在東京、夏威夷、華盛頓哥倫比亞特區、洛杉磯、奧斯汀、納許維爾、多倫多、聖荷西、首爾等各式各樣的場所進行的。原先是以稻葉的「想在新環境中獲得新鮮事物，重新開始」這樣的願望為契機，但在編曲階段Salas不斷冒出「這裡是那位貝斯手、這裡是那位鼓手」等主意，配合其音樂家們方便的結果，成為了為了錄音與該音樂家見面而周遊了世界各國，從結論上而言Salas獨自造訪了近半數的土地。

## 收錄曲
1. (3:48) 
標題中的「SAYONARA」為日語的羅馬字，意為「再見」或「告別」。
在本次的專輯製作中最初完成的樂曲[8]。因此，稻葉表示是在自己心中印象最深刻、最具象徵性的樂曲[11]。
2. (3:12) 
被起用為與保時捷新型Panamera影像合作的形象曲[12][13]。
是在本作中唯一，撰寫歌詞前即被Salas附加上標題的樂曲。歌詞內容呈現出不眠不休導致情緒亢奮的情況，談及到由於在本次的專輯製作中未曾見過Salas在錄音室及移動中睡著的模樣，因此很容易掌握並描寫出歌詞的形象[14]。
在MUSIC VIDEO中登場了拿著吉他與貝斯的Salas的兒子與其同學[14]。
3. (3:14) 
標題為日語的羅馬字。
曲中的擬聲吟唱部分是由Salas所歌唱[15]。關於本曲，稻葉將其評為「完成後的感覺是自己身上所沒有的風格[原文 10]」[14]。
4. (3:34) 
標題為日語的羅馬字，意為「愛與被愛」。
NTT DOCOMO dヒッツ「情緒DJ」（キモチDJ）系列「隱藏的思慕」（秘めた想い）篇廣告曲[16][17]。根據商業搭配端「有如告白助力般地情歌[原文 11]」這樣的要求挑選了本曲[14]。

曲子本身是Salas從前創作的，通過聽了女性歌唱版本後稻葉要求唱成日語並進而製作[14]。
在MUSIC VIDEO中出演了日本搖滾樂團Made in Asia[注 2]的Maryne與Shiho[18]。

由東市篤憲（日语：東市篤憲）擔任導演[19]。
在2017年1月20日播放的『MUSIC STATION』上，作為「INABA / SALAS」出演時披露了本曲[20]。
5. （預兆）(4:20) 
曲調悠閒的敘事曲[8]。從最初的作曲階段起便開始製作了，但卻是最後一首完成的樂曲。於預計中原本應是以在日本錄製的歌入告終了，但由於Salas的主意，讓Steve Ferrone（英语：Steve Ferrone）重新錄製了爵士鼓。因其爵士鼓的模式改變了原先的節奏，使稻葉最終在洛杉磯重新錄製了歌入，但據說新的節奏更容易歌唱。在本張專輯中稻葉自身將其評為，難易度最高的歌曲[11]。
6. (3:52) 
談及了將詞語字字句句賦予抑揚頓挫的唱法是來自Salas的要求，稻葉表示由於與自己的風格不同而十分不易，但卻相當愉快[14]。
7. (3:18) 
標題為日語的羅馬字，意為「西方與東方」亦可指「東西南北」。
前奏的對話是來自Salas的主意。歌詞內容描寫了前往各式各樣的國家錄製本作時的情景及感情，亦是專輯標題候補，也是本次企劃的藝名候補[14]。
8. （苦惱的盡頭也是一種答案）(3:30) 
與「AISHI-AISARE」同樣是Salas在製作專輯前已作好的曲子，和聲與吉他使用了從前製作的東西[11][14]。
9. (3:29) 
歌詞本身是數年前寫下的，以在衝浪時面臨迄今為止最大浪潮的體驗為基礎[14]。
在吉他獨奏時加入的聲音為Salas的聲音，原先，從此時起是提示加入吉他獨奏的暗號聲，但因有趣為由而直接原封不動地使用了[14]。
10. (4:54) 
Salas將本曲描述為「有種在壯麗景色中旅行的感覺[原文 12]」[11]。歌詞寫於專輯製作的最終階段，稻葉表示是在精神上被逼到絕境時寫下的[11]。
11. (3:49) 
關於唱法，是來自Salas要求希望能以猶如女性懷抱著嬰兒並為那孩子講述故事的方式歌唱[14]。
12. (4:36) 
「WOWOW網球2017賽季」形象曲[21]。
在MUSIC VIDEO中可得知暫定標題為「金字塔」。
為了錄製本曲而周遊了世界各國，最初是在東京創作樂曲，在洛杉磯錄製爵士鼓，隨後為了錄製美國原住民的打擊樂器與和聲，前赴加拿大當地的丹維爾（英语：Danville, Quebec）鄉村。並且，為了錄製貝斯前往了韓國。Salas回顧當時表示，要把它們全部混合十分不易[8]。

## 商業搭配
- 保時捷新型Panamera形象曲(#2)
- NTT DOCOMO dヒッツ「秘めた想い」篇廣告曲(#4)
- WOWOW網球2017賽季形象曲(#12)

## 製作人員
- 稻葉浩志：主唱、全曲作詞・作曲・編曲、原聲吉他(#1)、Pow Wow Drum(#12)、和聲歌手(#12)
- Stevie Salas（英语：Stevie Salas）：吉他、全曲作詞・作曲・編曲、鍵盤(#1.4.6)、爵士鼓＆打擊樂器(#10)、Pow Wow Drum(#12)、打擊樂器(#12)、和聲歌手(#8.10.12)
- Parthenon Huxley：作曲(#10)、和聲歌手(#10)
- Matt Sherrod（英语：Matt Sherrod）：爵士鼓＆打擊樂器(#1-3.8.9.11)、爵士鼓(#6.7)、鐘琴(#11)、鍵盤(#6.11)、Electronic Treatment(#7)、Global Master of Data Programming（日语：ミュージックシーケンサー）、ChubbyVide
- Mark Shulman：爵士鼓＆打擊樂器(#4)
- Steve Ferrone（英语：Steve Ferrone）：爵士鼓(#5)
- Massimo Hernandez（英语：Gandhi (Costa Rican band)）：爵士鼓＆打擊樂器(#10)
- Matt Sorum（英语：Matt Sorum）：爵士鼓＆打擊樂器(#10)
- 泰勒·霍金斯：爵士鼓＆打擊樂器(#10)、Rock Drum(#12)、打擊樂器(#12)、和聲歌手(#12)
- Adrian Harjo：Pow Wow Drum(#12)、和聲歌手(#12)
- Logan Staats（英语：Logan Staats）：Pow Wow Drum(#12)、和聲歌手(#12)
- David Leach：打擊樂器(#5)
- Jean Marie Horvat：心率(#11)
- Armand Sabal-Lecco（英语：Armand Sabal-Lecco）：貝斯(#2.3.6.7.9)
- Shawn Davis：貝斯(#5.9)
- Juan Alderete（英语：Juan Alderete）：貝斯(#8)
- Abel Guier（英语：Abel Guier）：貝斯(#10)
- Stuart Zender（英语：Stuart Zender）：貝斯(#12)
- Dorian Heartsong：貝斯(#12)
- Amp Fiddler（英语：Amp Fiddler）：鍵盤(#1-3.6.8.9)
- 寺地秀行（日语：寺地秀行）：鍵盤(#1.6)、前期製作
- Lou Pomanti：鍵盤(#4.5.7.9.11.12)、Electronic Treatment(#12)
- Nard Berings：鍵盤(#4)、Programming(#4)、Additional Guitar(#4)、Electronic Treatment(#1.3.7.12)
- Tim Palmer（英语：Tim Palmer）：鍵盤(#4.6.10)、Additional Guitar(#4.6.10)、Mixing
- Ricky Peterson：鍵盤(#7)
- Luis Montalbert-Smith（英语：Luis Montalbert-Smith）：鍵盤(#10)、和聲歌手(#8.10.12)
- Bernard Fowler（英语：Bernard Fowler）：和聲歌手(#5.7)
- Rob Lamothe：和聲歌手(#12)
- Federico Miranda（英语：Federico Miranda）：Additional Guitar(#8.10)
- ao：Voice(#9)
- Justin Shturtz：Mastering（日语：マスタリング）

## 腳註

### 出典
1. ↑  . music.jp (MTI). 2017-01-24  [2017-01-24]. （原始内容存档于2017-02-02）.
2. ↑  . Billboard JAPAN.   [2017-12-21]. （原始内容存档于2017-12-13）.
3. ↑  . ORICON NEWS. Oricon. 2017  [2020-01-07]. （原始内容存档于2018-01-12）.
4. ↑  . RIAJ.   [2017-05-22]. （原始内容存档于2015-11-05）.
5. ↑  . ORICON STYLE (Oricon). 2016-11-29  [2016-12-03]. （原始内容存档于2016-12-03）.
6. 1 2  . BARKS (JAPAN MUSIC NETWORK). 2017-01-16  [2017-01-17]. （原始内容存档于2017-01-18）.
7. ↑  . en-zine. VERMILLION RECORDS.   [2020-03-13]. （原始内容存档于2020-02-22）.
8. 1 2 3 4 5 6 7  . 2017年2月號. SHINKO MUSIC ENTERTAINMENT: 78–80. 2017-01-10.
9. ↑  . 音樂Natalie (Natasha). 2016-11-29  [2016-12-03]. （原始内容存档于2016-12-20）.
10. ↑  . エンタメステーション (Sony Music Entertainment). 2017-01-18  [2017-01-21]. （原始内容存档于2017-02-02）.
11. 1 2 3 4 5  . エンタメステーション (Sony Music Entertainment). 2017-01-20  [2017-01-21]. （原始内容存档于2017-02-02）.
12. ↑  . B'z Official Website. VERMILLION RECORDS. 2017-01-14  [2020-07-12]. （原始内容存档于2020-07-11）.
13. ↑  . 音樂Natalie (Natasha). 2017-01-14  [2017-01-14]. （原始内容存档于2020-01-14）.
14. 1 2 3 4 5 6 7 8 9 10 11   112. B'z Party. 2016-12.
15. ↑  . 2017年3月號. Player Corporation: 30–32. 2017-02-08.
16. ↑  . 音樂Natalie (Natasha). 2016-12-28  [2016-12-28]. （原始内容存档于2020-01-14）.
17. ↑  . BARKS (JAPAN MUSIC NETWORK). 2016-12-28  [2016-12-28]. （原始内容存档于2017-09-19）.
18. ↑  Made in Asia於Twitter.
19. ↑  A4A於Twitter.
20. ↑  . 音樂Natalie (Natasha). 2017-01-13  [2017-08-11]. （原始内容存档于2017-08-11）.
21. ↑  . 音樂Natalie (Natasha). 2016-12-07  [2016-12-07]. （原始内容存档于2019-11-29）.

## 外部連結
- YouTube上的INABA / SALAS OFFICIAL CHANNEL頻道